# 藤原定綱
藤原 定綱（ふじわら の さだつな、長元3年（1032年） - 寛治6年12月19日（1093年1月18日））は、平安時代中期から後期にかけての貴族。藤原北家、関白太政大臣・藤原頼通の四男。藤原北家小野宮流、権中納言・藤原経家の養子。官位は正四位下・播磨守。

## 経歴
関白太政大臣・藤原頼通の四男として生まれるが、小野宮流の藤原経家の養子となる。
従五位下に叙爵後、後冷泉朝の天喜4年（1056年）ごろ伯耆守を務め、任期後の康平2年（1059年）治国の功労により従五位上に叙せられる。その後も、備中守・伊予守と地方官を歴任し、この間に康平3年（1060年）正五位下、治暦3年（1067年）従四位下、治暦4年（1068年）従四位上と昇進する。
のち、正四位下・播磨守に叙任されるが、同母兄弟の俊綱・忠綱と同じく、摂関家の子弟でありながら公卿昇進はならなかった。寛治6年（1092年）12月19日卒去。享年61。最終官位は前播磨守正四位下。

## 官歴
- 時期不詳：従五位下
- 天喜4年（1056年） 4月30日：見伯耆守[1]
- 天喜6年（1058年） 4月：辞伯耆守[2]
- 康平2年（1059年） 正月5日：従五位上（治国）[2]
- 康平3年（1060年） 8月11日：正五位下（高陽院遷幸）[3]
- 康平7年（1064年） 12月21日：見備中守[4]
- 治暦3年（1067年） 10月7日：従四位下（平等院行幸）[5]
- 治暦4年（1068年） 11月21日：従四位上[6]
- 承保元年（1074年） 日付不詳：伊予守[7]。12月25日：見伊予守[8]
- 承保4年（1077年） 10月3日：兼内蔵頭[9]
- 承暦4年（1080年） 4月14日：見伊予守[10]
- 時期不詳：正四位下[11]
- 寛治3年（1089年） 6月15日：見播磨守[12]
- 寛治6年（1092年） 12月19日：卒去（前播磨守正四位下）[13]

## 系譜
『尊卑分脈』による。
- 父：藤原頼通
- 母：藤原祇子（藤原頼成の娘）[14]
- 妻：大江定経の娘
  - 男子：藤原定実（?-1085）
- 生母不詳の子女
  - 男子：藤原家信
  - 男子：慶実